# Джада Стивенс
Джада Стивенс (англ. Jada Stevens, имя при рождении — Кандис Джексон (англ. Candace Jackson); род. 4 июля 1988 года, Снелвилл, Джорджия, США) — американская порноактриса и модель.

## Ранняя жизнь
Джада родилась в городе Снелвилл, Джорджия, но вскоре их семья переехала в Атланту, штат Джорджия, США. Джада перепробовала много профессий, но успех пришёл, когда она, как и большинство порноактрис, работала стриптизёршей в одном из заведений Атланты. Именно там её заметили и по достоинству оценили. Предложение сниматься в индустрии развлечений для взрослых девушка приняла не раздумывая. Её привлекали мировая слава и возможность хорошо заработать.

## Карьера в порнофильмах
Свой порнодебют Джада исполнила в 2008 году, появившись в откровенных съёмках на крупных сайтах для взрослых, таких как Bang Bros. Но настоящая популярность пришла к актрисе в 2010 году, когда она начала работать на нескольких крупных порностудиях в Лос-Анджелесе (Black Market, Hundies и Cherry Boxxx.). Принимает участие в порнороликах разных жанров: лесби, анального, группового секса. Джада снимается как с мужчинами, так и с женщинами. Она также является любительницей межрасового секса.

## Премии и номинации
| Год  | Церемония                 | Результат | Награды | Фильм                                   |
| ---- | ------------------------- | --------- | --- | --------------------------------------- |
| 2012 | AVN Award                 | Номинация | Лучшая сексуальная сцена от первого лица (с Mick Blue)                                                                                        | Anal Workout                            |
| 2012 | AVN Award                 | Номинация | Лучшая сцена триолизма Ж/М/М (с Toni Ribas & Mark Wood)                                                                                       | What the Fuck! Big Tits, Bitches & Ass! |
| 2012 | AVN Award                 | Победа    | Лучшая сцена триолизма Ж/Ж/М (с Кристиной Роуз & Nacho Vidal)                                                                                 | Ass Worship 13                          |
| 2012 | Urban X Award             | Победа    | ИК - звезда года | н/д                                     |
| 2013 | AVN Award                 | Номинация | Лучшая сцена анального секса (с Mick Blue) | Big Wet Asses 20                        |
| 2013 | AVN Award                 | Номинация | Лучшая сексуальная сцена от первого лица (с Kevin Moore)                                                                                      | Tanlines                                |
| 2013 | AVN Award                 | Номинация | Лучшая сцена стриптиза (с Анникой Элбрайт) | Jada Stevens Is Buttwoman               |
| 2013 | AVN Award                 | Номинация | Лучшая сцена триолизма Ж/Ж/М (с Анникой Элбрайт & Erik Everhard)                                                                              | Jada Stevens Is Buttwoman               |
| 2013 | AVN Award                 | Номинация | Исполнительница года | н/д                                     |
| 2013 | XCritic Fans Choice Award | Победа    | Исполнительница года | н/д                                     |
| 2013 | XRCO Award                | Номинация | Исполнительница года | н/д                                     |
| 2013 | XRCO Award                | Номинация | Оргазмическая оралистка | н/д                                     |
| 2013 | XRCO Award                | Номинация | Оргазмическая аналистка | н/д                                     |
| 2014 | AVN Award                 | Номинация | Лучшая сексуальная сцена с двойным проникновением (с Prince Yahshua и Лексингтоном Стилом)                                                    | Lex Turns Evil                          |
| 2014 | AVN Award                 | Номинация | Лучшая сцена группового секса (с Erik Everhard, James Deen, Jon Jon, Mr. Pete, Prince Yahshua, Рамоном Номаром, John Strong & Julius Ceazher) | Gangbanged 5                            |
| 2014 | AVN Award                 | Номинация | Лучшая сексуальная сцена от первого лица (с Kevin Moore)                                                                                      | The Hooker Experience                   |
| 2014 | AVN Award                 | Номинация | Лучшая сцена триолизма Ж/Ж/М (с Реми Лакруа & Mr. Pete)                                                                                       | Anal Corruption                         |
| 2014 | AVN Award                 | Номинация | Исполнительница года | н/д                                     |
| 2014 | XBIZ Award                | Победа    | Лучшая сцена — Выпуск Виньетки (с Kevin Moore)                                                                                                | The Hooker Experience                   |
| 2015 | AVN Award                 | Номинация | Лучшая сцена анального секса (с Принцем Яшуа)                                                                                                 | Up That White Ass 4                     |
| 2015 | AVN Award                 | Номинация | Лучшая лесбийская секс сцена (с Кейси Калверт)                                                                                                | Dirty Panties 2                         |
| 2015 | AVN Award                 | Номинация | Лучшая сцена стриптиза | Big Anal Asses                          |
| 2015 | AVN Award                 | Номинация | Лучшая сцена триолизма Ж/Ж/М (с Феникс Мари и Лексингтоном Стилом)                                                                            | Lex the Impaler 8                       |
| 2015 | AVN Award                 | Номинация | Исполнительница года | н/д                                     |
| 2016 | AVN Award                 | Номинация | Лучшая сцена анального секса (с Принцем Яшуа)                                                                                                 | The Booty Movie                         |
| 2016 | AVN Award                 | Номинация | Лучшая сцена триолизма — Ж/Ж/М (с Эшли Файерс и Миком Блю)                                                                                    | The Booty Queen                         |
| 2016 | XBIZ Awards               | Победа    | Лучшая сцена секса — All-Sex Release (с Уэсли Пайпсом)                                                                                        | Interracial and Anal                    |